# Tantow (stacja kolejowa)
Tantow – stacja kolejowa w Tantow  w landzie Brandenburgia w Niemczech. Stacja graniczna prowadząca dalej przez dawne przejście graniczne  Szczecin Gumieńce-Tantow do Szczecina. 